# GFriend/Diskografie
Diese Diskografie ist eine Übersicht über die musikalischen Werke der südkoreanischen Girlgroup GFriend. Die Gruppe wurde 2015 von Source Music gegründet.

## Alben

### Studioalben
| Jahr | Titel Musiklabel                         | Höchstplatzierung, Gesamtwochen, AuszeichnungChartplatzierungen (Jahr, Titel, Musiklabel, Platzierungen, Wochen, Auszeichnungen, Anmerkungen) | Höchstplatzierung, Gesamtwochen, AuszeichnungChartplatzierungen (Jahr, Titel, Musiklabel, Platzierungen, Wochen, Auszeichnungen, Anmerkungen) | Anmerkungen                            |
| Jahr | Titel Musiklabel                         | KR | JP | Anmerkungen                            |
| ---- | ---------------------------------------- | --- | --- | -------------------------------------- |
| 2016 | LOL Source Music, LOEN Entertainment     | KR3 (59 Wo.)KR | — | Erstveröffentlichung: 11. Juli 2016    |
| 2019 | Time for Us Source Music, Kakao M        | KR2 (10 Wo.)KR | — | Erstveröffentlichung: 14. Januar 2019  |
| 2020 | 回:Walpurgis Night Source Music, Kakao M | KR3 (11 Wo.)KR | — | Erstveröffentlichung: 9. November 2020 |

### Kompilationen
| Jahr | Titel Musiklabel                                   | Höchstplatzierung, Gesamtwochen, AuszeichnungChartplatzierungen (Jahr, Titel, Musiklabel, Platzierungen, Wochen, Auszeichnungen, Anmerkungen) | Höchstplatzierung, Gesamtwochen, AuszeichnungChartplatzierungen (Jahr, Titel, Musiklabel, Platzierungen, Wochen, Auszeichnungen, Anmerkungen) | Anmerkungen                        |
| Jahr | Titel Musiklabel                                   | KR | JP | Anmerkungen                        |
| ---- | -------------------------------------------------- | --- | --- | ---------------------------------- |
| 2018 | 今日から私たちは ～GFriend 1st Best～ King Records | — | JP10 (4 Wo.)JP | Erstveröffentlichung: 23. Mai 2018 |

### EPs
| Jahr               | Titel Musiklabel                                         | Höchstplatzierung, Gesamtwochen, AuszeichnungChartplatzierungen (Jahr, Titel, Musiklabel, Platzierungen, Wochen, Auszeichnungen, Anmerkungen) | Höchstplatzierung, Gesamtwochen, AuszeichnungChartplatzierungen (Jahr, Titel, Musiklabel, Platzierungen, Wochen, Auszeichnungen, Anmerkungen) | Anmerkungen                              |
| Jahr               | Titel Musiklabel                                         | KR | JP | Anmerkungen                              |
| ------------------ | -------------------------------------------------------- | --- | --- | ---------------------------------------- |
| Südkoreanische EPs |                                                          | | |                                          |
|                    |                                                          | | |                                          |
| 2015               | Season of Glass Source Music, Genie Music                | KR9 (58 Wo.)KR | — | Erstveröffentlichung: 15. Januar 2015    |
| 2015               | Flower Bud Source Music, Genie Music                     | KR6 (57 Wo.)KR | — | Erstveröffentlichung: 23. Juli 2015      |
| 2016               | Snowflake Source Music, LOEN Entertainment               | KR2 (51 Wo.)KR | — | Erstveröffentlichung: 25. Januar 2016    |
| 2017               | The Awakening Source Music, LOEN Entertainment           | KR1 (14 Wo.)KR | — | Erstveröffentlichung: 6. März 2017       |
| 2017               | Parallel Source Music, LOEN Entertainment                | KR1 (13 Wo.)KR | — | Erstveröffentlichung: 1. August 2017     |
| 2017               | Rainbow a Source Music, LOEN Entertainment               | KR2 (27 Wo.)KR | — | Erstveröffentlichung: 13. September 2017 |
| 2018               | Time for the Moon Night Source Music, LOEN Entertainment | KR1 (24 Wo.)KR | — | Erstveröffentlichung: 30. April 2018     |
| 2018               | Sunny Summer Source Music, Kakao M                       | KR2 (11 Wo.)KR | — | Erstveröffentlichung: 19. Juli 2018      |
| 2019               | Fever Season Source Music, Kakao M                       | KR1 (9 Wo.)KR | — | Erstveröffentlichung: 1. Juli 2019       |
| 2020               | 回:Labyrinth Source Music, Kakao M                       | KR1 (4 Wo.)KR | JP43 (1 Wo.)JP | Erstveröffentlichung: 3. Februar 2020    |
| 2020               | 回:Song of the Sirens Source Music, Kakao M              | KR3 (3 Wo.)KR | JP42 (1 Wo.)JP | Erstveröffentlichung: 13. Juli 2020      |
| Japanische EPs     |                                                          | | |                                          |
|                    |                                                          | | |                                          |
| 2019               | Fallin’ Light King Records                               | — | JP7 (2 Wo.)JP | Erstveröffentlichung: 13. November 2019  |

### Single-Alben
| Jahr | Titel Musiklabel                                   | Höchstplatzierung, Gesamtwochen, AuszeichnungChartplatzierungen (Jahr, Titel, Musiklabel, Platzierungen, Wochen, Auszeichnungen, Anmerkungen) | Höchstplatzierung, Gesamtwochen, AuszeichnungChartplatzierungen (Jahr, Titel, Musiklabel, Platzierungen, Wochen, Auszeichnungen, Anmerkungen) | Anmerkungen                            |
| Jahr | Titel Musiklabel                                   | KR | JP | Anmerkungen                            |
| ---- | -------------------------------------------------- | --- | --- | -------------------------------------- |
| 2018 | Memoria / 夜(Time for the moon night) King Records | — | — | Erstveröffentlichung: 10. Oktober 2018 |
| 2019 | Sunrise King Records                               | — | — | Erstveröffentlichung: 13. Februar 2019 |
| 2019 | Flower King Records                                | — | — | Erstveröffentlichung: 13. März 2019    |

## Singles
| Jahr | Titel Album                                             | Höchstplatzierung, Gesamtwochen, AuszeichnungChartplatzierungen (Jahr, Titel, Album, Platzierungen, Wochen, Auszeichnungen, Anmerkungen) | Höchstplatzierung, Gesamtwochen, AuszeichnungChartplatzierungen (Jahr, Titel, Album, Platzierungen, Wochen, Auszeichnungen, Anmerkungen) | Anmerkungen                                                  |
| Jahr | Titel Album                                             | KR | JP | Anmerkungen                                                  |
| --- | ------------------------------------------------------- | --- | --- | ------------------------------------------------------------ |
| Südkoreanische Singles |                                                         | | |                                                              |
| |                                                         | | |                                                              |
| 2015 | Glass Bead (유리구슬) Season of Glass                   | KR25 (28 Wo.)KR | — | Erstveröffentlichung: 15. Januar 2015 Verkäufe: + 803.910    |
| 2015 | Me Gustas Tu (오늘부터 우리는) Flower Bud               | KR8 (62 Wo.)KR | — | Erstveröffentlichung: 23. Juli 2015 Verkäufe: + 2.164.050    |
| 2016 | Rough (시간을 달려서) Snowflake                         | KR1 (37 Wo.)KR | — | Erstveröffentlichung: 25. Januar 2016 Verkäufe: + 1.903.126  |
| 2016 | Navillera (너 그리고 나) LOL                            | KR1 (29 Wo.)KR | — | Erstveröffentlichung: 11. Juli 2016 Verkäufe: + 1.187.392    |
| 2017 | Fingertip (핑거팁) The Awakening                        | KR2 (13 Wo.)KR | — | Erstveröffentlichung: 6. März 2017 Verkäufe: + 530.652       |
| 2017 | Love Whisper (귀를 기울이면) Parallel                   | KR2 (12 Wo.)KR | — | Erstveröffentlichung: 1. August 2017 Verkäufe: + 557.278     |
| 2017 | Summer Rain (여름비) Rainbow                            | KR11 (5 Wo.)KR | — | Erstveröffentlichung: 13. September 2017 Verkäufe: + 195.196 |
| 2018 | Time for the Moon Night (밤) Time for the Moon Night    | KR2 (39 Wo.)KR | — | Erstveröffentlichung: 30. April 2018                         |
| 2018 | Sunny Summer (여름여름해) Sunny Summer                  | KR11 (11 Wo.)KR | — | Erstveröffentlichung: 19. Juli 2018                          |
| 2019 | Sunrise (해야) Time for Us                              | KR12 (18 Wo.)KR | — | Erstveröffentlichung: 14. Januar 2019                        |
| 2019 | Fever (열대야) Fever Season                             | KR27 (13 Wo.)KR | — | Erstveröffentlichung: 1. Juli 2019                           |
| 2020 | Crossroads (교차로) 回:Labyrinth                        | KR32 (5 Wo.)KR | — | Erstveröffentlichung: 3. Februar 2020                        |
| 2020 | Apple 回:Song of the Sirens                             | KR54 (7 Wo.)KR | — | Erstveröffentlichung: 13. Juli 2020                          |
| 2020 | Mago 回:Walpurgis Night                                 | KR42 (16 Wo.)KR | — | Erstveröffentlichung: 9. November 2020                       |
| Japanische Singles |                                                         | | |                                                              |
| |                                                         | | |                                                              |
| 2018 | Memoria/夜(Time for the moon night)                     | — | JP6 (4 Wo.)JP | Erstveröffentlichung: 10. Oktober 2018                       |
| 2019 | Sunrise                                                 | — | JP11 (5 Wo.)JP | Erstveröffentlichung: 13. Februar 2019                       |
| 2019 | Flower                                                  | — | JP9 (2 Wo.)JP | Erstveröffentlichung: 13. März 2019                          |
| Folgende Lieder erschienen nicht als Single, wurden aber durch das Album zum Download und Streaming bereitgestellt und konnten somit eine Platzierung erlangen: |                                                         | | |                                                              |
| |                                                         | | |                                                              |
| 2016 | Luv Star (사랑별) Snowflake                             | KR52 (1 Wo.)KR | — | Erstveröffentlichung: 25. Januar 2016 Verkäufe: + 44.799     |
| 2016 | Trust Snowflake                                         | KR53 (1 Wo.)KR | — | Erstveröffentlichung: 25. Januar 2016 Verkäufe: + 43.024     |
| 2016 | Say My Name (내 이름을 불러줘) Snowflake                | KR72 (1 Wo.)KR | — | Erstveröffentlichung: 25. Januar 2016 Verkäufe: + 35.776     |
| 2016 | Someday (그런 날엔) Snowflake                           | KR75 (1 Wo.)KR | — | Erstveröffentlichung: 25. Januar 2016 Verkäufe: + 34.111     |
| 2016 | Fall in Love (물들어요) LOL                             | KR55 (1 Wo.)KR | — | Erstveröffentlichung: 11. Juli 2016 Verkäufe: + 45.153       |
| 2016 | LOL                                                     | KR80 (1 Wo.)KR | — | Erstveröffentlichung: 11. Juli 2016 Verkäufe: + 36.645       |
| 2016 | Mermaid LOL                                             | KR83 (1 Wo.)KR | — | Erstveröffentlichung: 11. Juli 2016 Verkäufe: + 34.755       |
| 2016 | Gone With the Wind (바람에 날려) LOL                    | KR87 (1 Wo.)KR | — | Erstveröffentlichung: 11. Juli 2016 Verkäufe: + 33.886       |
| 2017 | Hear the Wind Sing (바람의 노래) The Awakening          | KR34 (1 Wo.)KR | — | Erstveröffentlichung: 6. März 2017 Verkäufe: + 41.809        |
| 2017 | Rain in the Spring Time (봄비) The Awakening            | KR94 (1 Wo.)KR | — | Erstveröffentlichung: 6. März 2017 Verkäufe: + 21.003        |
| 2017 | Please Save My Earth (나의 지구를 지켜줘) The Awakening | KR99 (1 Wo.)KR | — | Erstveröffentlichung: 6. März 2017 Verkäufe: + 20.156        |
| 2017 | One Half (이분의 일 1/2) Parallel                       | KR52 (1 Wo.)KR | — | Erstveröffentlichung: 1. August 2017 Verkäufe: + 36.196      |
| 2017 | Ave Maria (두 손을 모아) Parallel                       | KR72 (1 Wo.)KR | — | Erstveröffentlichung: 1. August 2017 Verkäufe: + 31.212      |
| 2017 | Rainbow                                                 | KR66 (1 Wo.)KR | — | Erstveröffentlichung: 13. September 2017 Verkäufe: + 21.688  |

## Musikvideos
| Jahr | Titel                                                | Regisseur(e)           |
| ---- | ---------------------------------------------------- | ---------------------- |
| 2015 | Glass Bead (유리구슬)                                | Hong Won-ki (Zanybros) |
| 2015 | Me Gustas Tu (오늘부터 우리는)                       | –                      |
| 2016 | Rough (시간을 달려서)                                | –                      |
| 2016 | Wave (파도)                                          | –                      |
| 2016 | Navillera (너 그리고 나)                             | Oui Kim (GDW)          |
| 2017 | Fingertip                                            | Hong Won-ki (Zanybros) |
| 2017 | Love Whisper (귀를 기울이면)                         | –                      |
| 2017 | Summer Rain (여름비)                                 | –                      |
| 2018 | Time for the Moon Night (밤)                         | Edie Ko                |
| 2018 | Me Gustas Tu (今日から私たちは) (Japanische Version) | Hong Won-ki (Zanybros) |
| 2018 | Sunny Summer (여름여름해)                            | Edie Ko                |
| 2018 | Memoria                                              | Hong Won-ki (Zanybros) |
| 2019 | Sunrise (해야)                                       | Vikings League         |
| 2019 | Sunrise (Japanische Version)                         | –                      |
| 2019 | Flower                                               | Hong Won-ki (Zanybros) |
| 2019 | Fever (열대야)                                       | –                      |
| 2019 | Fallin’ Light (天使の梯子)                           | Zanybros               |
| 2020 | Crossroads (교차로)                                  | Edie Ko                |
| 2020 | Apple                                                | Guzza (Lumpens)        |
| 2020 | Mago                                                 | –                      |

## Statistik

### Chartauswertung
|                     | JP    | KR     |
| ------------------- | ----- | ------ |
| Nummer-eins-Alben   | JP—JP | KR5KR  |
| Top-10-Alben        | JP2JP | KR14KR |
| Alben in den Charts | JP4JP | KR14KR |

|                       | JP    | KR     |
| --------------------- | ----- | ------ |
| Nummer-eins-Singles   | JP—JP | KR2KR  |
| Top-10-Singles        | JP2JP | KR6KR  |
| Singles in den Charts | JP3JP | KR28KR |